# Naval Air Station Patuxent River

i7
i11
i13
Die Naval Air Station Patuxent River (NAS Pax River, IATA-Code: NHK, ICAO-Code: KNHK) ist ein Marinefliegerstützpunkt der United States Navy im Saint Mary’s County in Maryland an der Chesapeake Bay an der Mündung des Patuxent River. Hier befindet sich die United States Naval Test Pilot School.
Die Basis dient als Zentrum zum Test und der Evaluierung von Systemen der Marineflieger. Eröffnet wurde die NAS am 1. April 1943 auf Land, das größtenteils durch Enteignung erworben wurde. Während des Zweiten Weltkrieges wuchs die Station rasch. In den 1950ern und 1960ern wurden viele Einrichtungen zur Erprobung von Marineausrüstungen gebaut und gegründet wie die the US Naval Test Pilot School (1958), die Weapons Systems Test Division (1960) und die Propulsion System Evaluation Facility.
Es gibt auch eine Testeinrichtung für die neuen V-22 Osprey. Nach dem Ende des Kalten Krieges fasste hier die US Navy alle Forschungs- und Erprobungseinrichtungen für Starr- und Bewegtflügler zusammen. In dem Komplex arbeiten 17.000 Menschen, bestehend aus aktiven Navy-Angehörigen, Zivilangestellten, Vertragspartnern und anderen militärischen Angestellten.

## Naval Outlying Field Webster
Mit dem Naval Outlying Field Webster befindet sich zirka 10 Kilometer südlich ein Satellitenlandeplatz von „Pax River“. Der Flugplatz entstand während des Zweiten Weltkriegs. Die US Navy nutzt den Flugplatz für Tests mit unbemannten Luftfahrzeugen, seit 2018 obliegt diese Aufgabe der Air Test and Evaluation Squadron 24 (UX-24).

## Zwischenfälle
- Am 12. April 1944 stürzte eine Budd RB-1 Conestoga der United States Navy (US Navy) (Luftfahrzeugkennzeichen NX37097) bei einem Testflug nahe der Naval Air Station Patuxent River ab. Der Start wurde mit voll ausgefahrenen Landeklappen eingeleitet. Nach einer Rollstrecke von etwa 900 Metern war das Flugzeug in der Luft, das Fahrwerk wurde sofort eingefahren, aber die Startleistung noch beibehalten, um an Höhe zu gewinnen. Die Besatzung versuchte dann, die Klappen stufenweise einzufahren, aber die Klappenanzeige zeigte weiterhin die volle Klappenstellung an und die Trimmkräfte des Flugzeugs änderten sich nicht. Der Klappenschalter wurde dann abwechselnd in die Neutral- und die Hochstellung gebracht, aber die Klappen fuhren immer noch nicht ein. Der Steigflug mit Vollgas reichte nicht aus, um die Bäume und das ansteigende Gelände vor dem Flugzeug zu überwinden, so dass es zu einer Bruchlandung in den Bäumen kam. Die Entfernung zwischen dem Startpunkt und der Absturzstelle betrug 2780 Meter, die Baumkronen in der Nähe des Absturzes waren jedoch nur 25 Meter höher als die Startbahn. Von den acht Insassen kam einer ums Leben.[2]

- Am 30. August 1944 fielen an einer Budd RB-1 Conestoga der United States Navy (US Navy) (Bu 39296) beim Anflug auf die Naval Air Station Patuxent River in 240 Metern Höhe beide Triebwerke aus. Es wurde eine Notwasserung in der Chesapeake Bay nahe dem Zielflugplatz durchgeführt. Das Flugzeug sank auf den Grund der Bucht und wurde aufgegeben. Alle fünf Insassen überlebten den Unfall.[3][4]

- Am 9. Mai 1951 verunglückte eine Douglas DC-3/R4D-5 der United States Navy (Bu 17114) kurz nach dem Start von der Naval Air Station Patuxent River, nachdem ein Triebwerk in Brand geraten war. Beide Crewmitglieder kamen um, alle fünf Passagiere überlebten.[5]

- Am 7. Juli 1953 brach von einer Lockheed L-1049/R7V-1 Super Constellation der US Navy (Bu 128440) während eines Testflugs in einer Höhe von 10.000 Fuß (3.050 Metern) das Heck ab. Die von der Naval Air Station Patuxent River gestartete Maschine stürzte 15 Kilometer südlich von Chestertown (Maryland) ab. Alle 6 Besatzungsmitglieder kamen ums Leben.[6]

- Am 30. Oktober 1954 verschwand eine R7V-1/Lockheed L-1049 Super Constellation der US Navy (Bu 128441) im Atlantischen Ozean etwa 560 Kilometer östlich von Maryland (USA). Die Maschine befand sich auf dem Flug von der Naval Air Station Patuxent River zum Militärflugplatz Lajes Field auf den Azoren. Alle 42 Insassen, 21 Besatzungsmitglieder und 21 Passagiere wurden getötet.[7]

- Am 14. Januar 1958 wurde eine Lockheed L-1049/R7V-1 Super Constellation der US Navy (Bu 128437) während eines Übungsanfluges bei Nieselregen auf die Naval Air Station Patuxent River in den Wald geflogen. Durch diesen CFIT (Controlled flight into terrain) wurden alle 9 Besatzungsmitglieder getötet.[8]

- Am 9. August 1962 verunglückte eine Lockheed L-1049/WV-2 Super Constellation der US Navy (Bu 141324) im Anflug auf die Naval Air Station Patuxent River während eines schweren Regenschauers. Das Flugzeug kam auf einem Abhang hinter einem Teich zum Stillstand und brannte aus. Von den 19 Besatzungsmitgliedern kamen 5 ums Leben.[9]

- Am 3. November 1964 wurde eine Lockheed L-1049/C-121J Super Constellation der US Navy (Bu 131625) bei der Landung auf der Naval Air Station Patuxent River irreparabel beschädigt. Über Personenschäden ist nichts bekannt.[10]

## Trivia
In Andreas Eschbachs pseudobiographischen Roman Perry Rhodan – Das größte Abenteuer besucht der Titelheld die Testpilotenschule der Naval Air Station Patuxent River.

## Persönlichkeiten
Folgende Personen wurden auf dem Militärstützpunkt geboren:
- Kenneth S. Reightler (* 1951), US-amerikanischer Astronaut
- Chrissy Houlahan (* 1967), US-amerikanische Politikerin